# (73211) 2002 JK21
2002 جاي كي 21 (ويعرف أيضًا باسم (73211) 2002 جاي كي 21 وفق تسمية الكوكب الصغير) (بالإنجليزية: 2002 JK21)‏ هو كويكب ضمن حزام الكويكبات؛ وترتيبه 73211 من حيث الاكتشاف.
اكتُشف هذا الجُرم الفلكي بواسطة تعقب الأجرام القريبة من الأرض في 8 مايو 2002.

## وصلات خارجية
- (73211) 2002 JK21 في قاعدة بيانات مختبر الدفع النفاث لأجرام النظام الشمسي الصغيرة

- الاكتشاف · مخطط المدار ·  العناصر المدارية · المعلمات المادية

- (73211) 2002 JK21 على موقع ويكي سكاي: DSS2, SDSS, GALEX, IRAS, Hydrogen α, X-Ray, Astrophoto, Sky Map, Articles and images